# Johann Christian Aycke
Johann Christian Aycke (* 7. September 1766 in Danzig, Preußen; † 23. Dezember 1854 ebenda) war ein deutscher Verwaltungsbeamter und Naturforscher.

## Leben
Aycke studierte an der Universität Göttingen Rechtswissenschaften und hatte dort auch  Vorlesungen des Physikers Georg Christoph Lichtenberg (1742–1799) gehört. Er wurde später Stadtrat in Danzig.
Er hatte 14 Jahre lang das Sammelrecht für Bernstein am Seestrand von Danzig gepachtet und fasste sein Wissen über Bernstein, seine Erfahrungen und  Erkenntnisse in einem Buch zusammen, das 1835 erschien. In den darauf folgenden Jahren  entwickelte er ein wissenschaftliches Interesse an der Geomorphologie   und Naturgeschichte Pommerellens und Hinterpommerns. Er war Mitglied der Naturforschenden Gesellschaft in Danzig.
Aycke war ein Cousin des preußischen Justizrats in Danzig  Paul Henrich Zernecke (1771–1850).

## Werke (Auswahl)
- Fragmente zur Naturgeschichte des Bernsteins. Nicolai, Danzig und Berlin 1835 (Digitalisat) (Rezension)[4]
- Bemerkungen über Grundeis. In: Annalen der Physik und Chemie. Band 39, Leipzig 1836, S. 122–129.
- Auszug eines  Schreibens des Herrn Aycke [vom 8. Oktober 1836] an Herrn Alexander von Humboldt. In: Annalen der Erd-, Völker- und Staatenkunde. Reihe III, Band 1, Berlin 1837, S. 278–280.
- Was haben wir von dem Aufsuchen springender Quellwasser in der Umgegend von Danzig zu erwarten? In: Preußische Provinzial-Blätter. Band 19, Königsberg 1838, S. 450–458.
- Ueber sogenannte negative oder Senkbrunnen. In: Preußische Provinzial-Blätter. Band 20, Königsberg 1838, S. 461–468.
- Ueber die mittlere Temperatur der Quellen und der Atmosphäre in und um Danzig. In: Preußische Provinzial-Blätter. Band 21, Königsberg 1839, S. 420–428.
- Bemerkungen über das Hochland von Hinter-Pommern und Pommerellen. In: Preußische Provinzial-Blätter. Andere Folge, Band 1, Königsberg 1852,  S. 256–277 und S. 390–404.